# Kanotsport vid olympiska sommarspelen 1976
Kanotsport vid olympiska sommarspelen 1976 paddlades på Île Notre-Dame i Montréal. 

## Medaljsummering
Herrar
| Event                      | Guld                                                                               | Silver                                                                            | Brons                                                                       |
| C-1 500 meter Detaljer...  | Aleksandr Rogov Sovjetunionen                                                      | John Wood Kanada                                                                  | Matija Ljubek Jugoslavien                                                   |
| C-1 1000 meter Detaljer... | Matija Ljubek Jugoslavien                                                          | Vasyl Jurtjenko Sovjetunionen                                                     | Tamás Wichmann Ungern                                                       |
| C-2 500 meter Detaljer...  | Sovjetunionen Serhei Petrenko Aleksandr Vinogradov                                 | Polen Andrzej Gronowicz Jerzy Opara                                               | Ungern Tamás Buday Oszkár Frey                                              |
| C-2 1000 meter Detaljer... | Sovjetunionen Serhei Petrenko Aleksandr Vinogradov                                 | Rumänien Gheorghe Danielov Gheorghe Simionov                                      | Ungern Tamás Buday Oszkár Frey                                              |
| K-1 500 meter Detaljer...  | Vasile Dîba Rumänien                                                               | Zoltán Sztanity Ungern                                                            | Rüdiger Helm Östtyskland                                                    |
| K-1 1000 meter Detaljer... | Rüdiger Helm Östtyskland                                                           | Géza Csapó Ungern                                                                 | Vasile Dîba Rumänien                                                        |
| K-2 500 meter Detaljer...  | Östtyskland Joachim Mattern Bernd Olbricht                                         | Sovjetunionen Serhei Nahorny Vladimir Romanovskij                                 | Rumänien Larion Serghei Policarp Malihin                                    |
| K-2 1000 meter Detaljer... | Sovjetunionen Serhei Nahorny Vladimir Romanovskij                                  | Östtyskland Joachim Mattern Bernd Olbricht                                        | Ungern Zoltán Bakó István Szabó                                             |
| K-4 1000 meter Detaljer... | Sovjetunionen Sergei Tjuchraj Aleksandr Degtiarjov Jurij Filatov Volodymyr Morozov | Spanien José María Esteban José Ramón López Herminio Menéndez Luis Gregorio Ramos | Östtyskland Frank-Peter Bischof Bernd Duvigneau Rüdiger Helm Jürgen Lehnert |

Damer
| Event                     | Guld                                   | Silver                           | Brons                                   |
| K-1 500 meter Detaljer... | Carola Zirzow Östtyskland              | Tatiana Korsjunova Sovjetunionen | Klára Rajnai Ungern                     |
| K-2 500 meter Detaljer... | Sovjetunionen Nina Gopova Galina Kreft | Ungern Anna Pfeffer Klára Rajnai | Östtyskland Bärbel Köster Carola Zirzow |

## Medaljtabell
| Pl. | Nation        | Guld | Silver | Brons | Totalt |
| --- | ------------- | ---- | ------ | ----- | ------ |
| 1   | Sovjetunionen | 6    | 3      | 0     | 9      |
| 2   | Östtyskland   | 3    | 1      | 3     | 7      |
| 3   | Rumänien      | 1    | 1      | 2     | 4      |
| 4   | Jugoslavien   | 1    | 0      | 1     | 2      |
| 5   | Ungern        | 0    | 3      | 5     | 8      |
| 6   | Kanada        | 0    | 1      | 0     | 1      |
| 6   | Polen         | 0    | 1      | 0     | 1      |
| 6   | Spanien       | 0    | 1      | 0     | 1      |